# Marquard von Ahlefeldt
Marquard von Ahlefeldt (* 9. Januar 1571; † 18. Juli 1608 in Uetersen) war Herr auf Haselau, Kaden und der Mörder von Detlev von Ahlefeldt.

## Leben
Marquard von Ahlefeldt wurde am 9. Januar 1571 geboren. Er war der älteste Sohn von Wulff von Ahlefeldt und Ollegard (geb. von Buchwaldt) und wurde ab seinem 11. Lebensjahr von seinem Großvater Jasper von Buchwaldt, Herr auf Borstel und Sierhagen, erzogen. Später machte er eine große Reise durch Deutschland, Frankreich, Italien und die Niederlande. Er starb am 18. Juli 1608 an den Folgen eines Schusses, den er von seinem betrunkenen Vetter Detlev von Ahlefeldt auf Haseldorf im Jahre 1599 erhalten hatte. Seine Gemahlin war Magdalena von Pogwisch, Tochter des Henning von Pogwisch auf Gut Farve und der Margaretha von Rantzau aus dem Hause Neversdorf. Seine Kinder Wulff und Hennig starben in früher Jugend, ein Sohn (ebenfalls mit Namen Wulff) starb im Alter von 21 Jahren im April 1629.

## Der Vetternmord

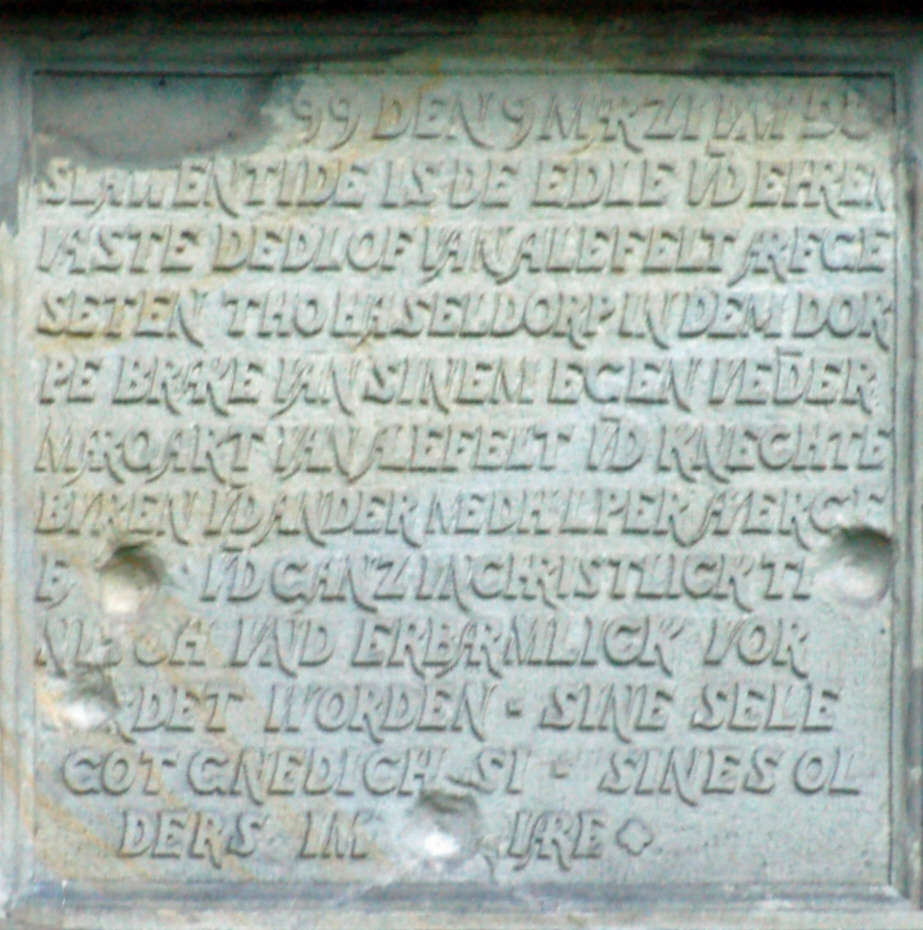
Die Gedenktafel an den Mord an der Haseldorfer Kirche

Benedikt von Ahlefeldt auf Haseldorf geriet wegen verschiedener Dinge, insbesondere über den Besitz und die Nutzung des Außendeichs an der Elbe, mit seinem Bruder Wulff von Ahlefeldt in heftigen Streit. Dieser Bruderzwist hatte nicht allein Prozesse und Rechtsstreitigkeiten, sondern auch arge Gewalttaten zur Folge und vererbte sich auf deren Söhne Detlef und Marquard. Es entstand zwischen den Vettern eine blutige Familienfehde. Bei einem Versöhnungsmahl in Haseldorf schoss der betrunkene Detlev seinem Vetter „mit einer Pistole die Eingeweide im Bauch entzwei, welches er hernach über ein silbern Röhrlein hat heilen lassen“. Darauf sagte Detlev seinem Vetter förmlich Fehde an.
Anfang März 1599 ritt Detlev mit seinem Vetter Hans Brockdorff und einigen Knechten zu einem Begräbnis nach Eckernförde. Unterwegs machten sie Rast in einem Bauernhaus in Braak, einem Dorf bei Hamburg. Am Abend wurde das Haus von Marquard und einer Anzahl von Reitern umstellt und beschossen. Dabei fielen einige Knechte von Detlev den Kugeln zum Opfer. Danach drang Marquard mit seinen Begleitern in das Haus ein und man entdeckte Detlev von Ahlefeldt und Brockdorff in einer Kiste, wo sie sich versteckt hatten. Daraufhin wurde das Feuer auf die Kiste eröffnet. Als die beiden Verwundeten sich später erhoben und den Deckel der Kiste öffneten, gerieten ihre Kleidung und die Kiste in Brand und beide kamen elendiglich in den Flammen um. Eine Gedenktafel an der Außenwand der Haseldorfer Kirche erinnert noch heute an diesen „ganz unkristlichen und erbärmlichen Mord“ (alte Chronik).
Was danach mit Marquard geschehen ist, wurde nicht überliefert, wahrscheinlich war er „ein Jahr außer Landes gegangen“, das war damals oft die einzige Folge solcher Bluttat. Später wurde eine „Mannbuße“ entrichtet und einflussreiche Verwandte erwirkten beim Landesherrn die Begnadigung Marquards und versöhnten sich durch feierliche Abbitte mit der Sippe des Ermordeten. Über den Tod von Marquard berichtet die Herzhoren Chronik des Pastors Saucke: „daß Marquard von Ahlefeldt im Jahre 1608 in Uetersen einmal sein Pferd getummelt habe, dabei sei das Eingeweide, das er über ein silbernes Röhrlein hatte heilen lassen gebrochen, er sei vom Pferde gefallen, in den Degen gestürzt und gestorben […] sanft, selig und voll Gottesfurcht“.